# Enonapi
Enonapi is een bestuurslaag in het regentschap Timor Tengah Selatan van de provincie Oost-Nusa Tenggara, Indonesië. Enonapi telt 1264 inwoners (volkstelling 2010).